# Langmuir Cove
Die Langmuir Cove ist eine Bucht an der Loubet-Küste des Grahamlands auf der Antarktischen Halbinsel. Sie liegt am nördlichen Ende der Arrowsmith-Halbinsel.
Das UK Antarctic Place-Names Committee benannte sie am 23. September 1960 nach dem US-amerikanischen Chemiker und Physiker Irving Langmuir (1881–1957), der die Entstehung von Schnee untersucht hatte.